# Jorge Araos Salinas
Jorge Humberto Araos Salinas (Santiago, 24 de septiembre de 1904-Ibíd, 8 de agosto de 1993) fue un marino chileno con rango de vicealmirante de la Armada de Chile, que desempeñó como ministro del Interior de su país, durante el segundo gobierno del presidente Carlos Ibáñez del Campo entre abril y junio de 1954.

## Familia y estudios
Nació en la comuna santiaguina de San Bernardo el 24 de septiembre de 1904, hijo de Zacarías Segundo Araos Cornejo y Rosa Salinas Hurtado. Realizó sus estudios primarios y secundarios en el Liceo de San Bernardo.
Se casó con Adriana Isabel Figueroa Labra, con quien tuvo dos hijos: José Fernando y Jorge Amadeo, de profesión ingeniero agrónomo y comerciante, respectivamente.

## Carrera naval
Ingresó a la Escuela Naval Arturo Prat en 1920, egresando en 1922 con el grado de guardiamarina. En sus primeras destinaciones, ejerció como comandante de las escampavías "Orompello" y "Porvenir", y ayudante del ministro de Marina Luis Gómez Carreño. Después, sirvió como segundo comandante del petrolero "Rancagua", del destructor "Riquelme" y del crucero "Blanco Encalada".
Asimismo, fue sucesivamente; instructor de tenientes del curso de especialistas en navegación; subdirector de la Escuela Naval Arturo Prat; oficial de operaciones de la Escuadra; comandante del destructor "Orella"; agregado naval de Chile en Brasil, y desde junio de 1946, jefe del Estado Mayor de la 1.ª Zona Naval en Valparaíso.
A continuación, en 1950, fue nombrado como jefe del Estado Mayor de la Armada, y en junio del mismo año, comandante del Arsenal de Marina, función que desempeñó hasta 1951. Al año siguiente, actuó como director general de los Servicios de la Armada, siendo además, ascendido al grado de contraalmirante. Además, fue nombrado como intendente de la provincia de Magallanes.
En 1954, el presidente de la República Carlos Ibáñez del Campo le confirió el ascenso a vicealmirante, y el 23 de abril de ese año, éste lo nombró como titular del Ministerio del Interior, fungiendo el puesto hasta el 5 de junio.
Entre otras actividades, fue socio del Club Naval de Chile, de la Liga Marítima de Chile y de la 1.ª Compañía de Bomberos de Viña del Mar. Falleció el Santiago el 8 de agosto de 1993, a los 88 años.